# Metacirolana nana
Metacirolana nana är en kräftdjursart som först beskrevs av Bruce1980.  Metacirolana nana ingår i släktet Metacirolana och familjen Cirolanidae. Inga underarter finns listade i Catalogue of Life.